# KkStB 112 sorozat
A kkStB 112 sorozat egy gyorsvonati szertartályosgőzmozdony-sorozat volt az osztrák Császári és Királyi Osztrák Államvasutaknál (k.k. österreichischen Staatsbahnen, kkStB).
A ritkán megálló gyorsvonati állomásokra irányuló utasforgalom gyors kiszolgálására a kkStB-nek szüksége volt gyors kis mozdonyokra. Karl Gölsdorf erre a célra alkotta meg a kkStB 112 sorozatot . A mozdony jól sikerült, rövid idő alatt elérte a 100 km/h sebességet és 100 t terheléssel 80 km/h sebességre volt képes. A Krauss linzi gyára szállította mindkét mozdonyt 1907-ben egy füstkamrába épített kis túlhevítővel, amit később eltávolítottak.
A kis mozdonyokat először újságszállításra használták Bécs és Linz között. Később ingázott Hütteldorf és Unterpurkersdorf között, csatlakozott a Bécsi Városi vasúthoz, így összeköttetést teremtve a tömegközlekedéssel.
A 112.02-t 1937-ben selejtezték, a 112.01 még 69.011 pályaszámon a Német Birodalmi Vasútnál (Deutsche Reichsbahn, DRB) is üzemelt, és csak 1942-ben selejtezték.

## Fordítás
- Ez a szócikk részben vagy egészben  a   kkStB 112 című német Wikipédia-szócikk fordításán alapul.  Az eredeti cikk szerkesztőit annak laptörténete sorolja fel. Ez a jelzés csupán a megfogalmazás eredetét és a szerzői jogokat jelzi, nem szolgál a cikkben szereplő információk forrásmegjelöléseként.